# Мирсад Баліч
Мирсад Баліч (босн. Mirsad Baljić, нар. 4 березня 1962, Сараєво) — югославський та боснійський футболіст, що грав на позиції захисника та півзахисника.
Виступав, зокрема, за клуби «Желєзнічар» та «Сьйон», а також національну збірну Югославії, у складі якої був учасником чемпіонату світу, Європи та Олімпійських ігор.

## Клубна кар'єра
У дорослому футболі дебютував 1979 року виступами за команду «Желєзнічар», в якій провів дев'ять сезонів, взявши участь у 167 матчах чемпіонату. Найвищим досягненням став вихід із клубом до півфіналу Кубка УЄФА у сезоні 1984/85, в якому «залізничники» програли угорському «Фегервару». Крім того у 1981 році Баліч грав у фіналі Кубка Югославії, але програв його «Вележу» з рахунком 2:3.
Влітку 1988 року Баліч перебрався до Швейцарії і став футболістом місцевого «Сьйона», де почав грати в півзахисті, ставши одним із найкращих бомбардирів команди. У сезоні 1990/91 виграв Кубок Швейцарії разом із «Сьйоном», а у наступному сезоні він також став чемпіоном Швейцарії.
Згодом протягом 1992—1993 років захищав кольори іншого місцевого клубу «Цюрих», а завершив ігрову кар'єру у команді «Люцерн», за яку виступав протягом другої половини сезону 1993/94 років.

## Виступи за збірну
Балич був членом югославської олімпійської збірної, яка виграла бронзову медаль на Олімпіаді 1984 року в Лос-Анджелесі, зігравши на турнірі у всіх 6 іграх.
31 березня 1984 року дебютував в офіційних іграх у складі національної збірної Югославії в товариському матчі проти Угорщини (2:1) в Суботиці, вийшовши на заміну після перерви. А вже влітку того ж року потрапив до заявки команди на чемпіонат Європи 1984 року у Франції, де на поле так і не вийшов, а югослави програли усі три матчі у групі і стали найгіршою командою чемпіонату.
Згодом у складі збірної був учасником чемпіонату світу 1990 року в Італії, де зіграв у одному матчі зі збірною Німеччини (1:4) у Мілані. Ця гра стала останньою для Баліча за збірну. Загалом протягом кар'єри в національній команді, яка тривала 7 років, провів у її формі 29 матчів, забивши 3 голи.

## Титули і досягнення
- Чемпіон Швейцарії (1):

«Сьйон»: 1991/92
- Володар Кубка Швейцарії (1):

«Сьйон»: 1990/91
- Бронзовий олімпійський призер: 1984

## Особисте життя
Під час ігрової кар'єри отримав прізвисько Жуйка (сербохорв. Žvaka) через постійне використання жувальної гумки під час гри.
По завершенні кар'єри залишився у Швейцарії. Його син Омар Баліч також став футболістом і грав за юніорські збірні Швейцарії.